# Хентакавесс III
| xnt | t | kA · kA · kA | s |

Хентакавесс III (Ḫnt kȝw=s) — древнеегипетская царица из V династии, жившая около 2450 до н. э.

## Родословная
Вероятно, приходилась дочерью фараона Нефериркара Какаи и царицы Хенткаус II, женой фараона Неферефры и матерью фараона Менкаухора.

## Гробница
4 января 2015 года объявлено об обнаружении ранее неизвестной гробницы (AC 30) в Абусире, которая и принадлежит Хентакавесс. Гробница расположена на юго-востоке небольшого кладбища поблизости от усыпальницы фараона Неферефра. Её имя начертано на внутренней стене мастабы, очевидно, строителями гробницы. Титулы царицы «жена фараона» и «мать фараона» говорят, что её сын взошёл на престол. Также найдены статуэтки и 24 предмета из травертина, 4 набора медной посуды, которые были частью погребальных предметов.
Представитель Министерства древностей сказал, что могила датируется серединой V династии (2494—2345 годы до н. э.). Гробница была обнаружена чешскими археологами под началом Мирослава Барты из Карлова университета в Праге.